# Tatarpur Lallu
Tatarpur Lallu is een census town in het district Bijnor van de Indiase staat Uttar Pradesh. De plaats ligt direct ten zuiden van de stad Najibabad.

## Demografie
Volgens de Indiase volkstelling van 2001 wonen er 5967 mensen in Tatarpur Lallu, waarvan 54% mannelijk en 46% vrouwelijk is. De plaats heeft een alfabetiseringsgraad van 71%.